# Gelbohrarassari
Der Gelbohrarassari (Selenidera spectabilis) ist eine Vogelart aus der Familie der Tukane. Sie kommt in Zentral- und Südamerika vor und ist die am weitesten nördlich vorkommende Art der Kurzschnabeltukane. Wie alle Vertreter dieser Gattung weist der Gelbohrarassari einen auffälligen Sexualdimorphismus auf, der in den anderen Tukan-Gattungen kaum zu finden ist. Es werden keine Unterarten unterschieden. Die IUCN stuft den Gelbohrarassari als nicht gefährdet (least concern) ein.

## Erscheinungsbild
Der Gelbohrarassari erreicht eine Körperlänge von 35 bis 40 Zentimetern und ein Gewicht von 200 bis 270 Gramm. Gelbohrarassaris sind damit die größten Vertreter der Kurzschnabelarassaris. Die Männchen haben eine Flügellänge von 12,5 bis 15,4 Zentimeter. Die Schwanzlänge beträgt 11,5 bis 13,4 Zentimeter und der Schnabel erreicht eine Länge von 8,3 bis 10,2 Zentimeter. Weibchen ähneln den Männchen in den Körpermaßen, haben aber mit 7,6 bis 9,2 Zentimeter Länge einen etwas kürzeren Schnabel.
Die Männchen haben einen schwarzen Kopf, einen schwarzen Nacken und eine blauschwarze Unterseite. Der Ohrfleck ist gelb. Der Rücken und die Flügel sind olivgrün. Der Schwanz ist blaugrau und weist anders als bei den meisten Kurzschnabelarassaris keine rotbraunen Spitzen auf. Die Flanken sind gelborange, die Schenkel braunrot. Die Unterschwanzdecken sind rot. Der Schnabel ist im Verhältnis zur Körpergröße lang. Er ist überwiegend braunschwarz, wobei der obere Teil des Oberschnabels vom Schnabelansatz bis zur Spitze gelblich-grün ist. Die unbefiederte Region um das Auge ist gelboliv und hellt zum Schnabel hin zu reinem Gelb auf. Weibchen sind an Kopf, Scheitel und Nacken dunkel kastanienbraun. Ihnen fehlen die gelben Ohrdecken. Jungvögel haben eine etwas mattere Gefiederfärbung, die vom Geschlecht abhängige unterschiedliche Färbung des Gefieders ist bereits bei sehr jungen Vögeln deutlich erkennbar.
In seinem Verbreitungsgebiet ist der Gelbohrarassari der einzige Vertreter der Kurzschnabelarassaris. Es kommt in dieser Region auch keine andere Tukanart vor, die eine vergleichbare Gefiederfärbung aufweist. Auf Grund der Gefiederfärbung ist der Gelbohrarassari in den Baumkronen grundsätzlich schwer auszumachen. Er fällt meist durch seine Rufe auf.

## Verbreitungsgebiet

Das Verbreitungsgebiet des Gelbohrarassaris

Das Verbreitungsgebiet des Gelbohrarassaris erstreckt sich vom Norden Honduras und Costa Ricas bis in den Westen von Kolumbien und den Nordwesten Ecuadors. Zumindest in einigen Regionen wie beispielsweise in Costa Rica ist der Gelbohrarassari ein Teilzieher. Nach der Brutzeit zieht er in tiefer gelegene Regionen und kommt dann gelegentlich bis auf Meeresniveau vor.
Der Lebensraum des Gelbohrarassaris sind feuchte Primärwälder bis in eine Höhe von 1500 Metern. Er hält sich bevorzugt in den oberen und mittleren Regionen der Baumkronen auf. Nur sehr selten wird er auch auf dem Boden beobachtet.

## Lebensweise
Gelbohrarassaris werden während der Fortpflanzungszeit überwiegend paarweise oder in Familiengruppen von bis zu vier Individuen beobachtet. Außerhalb der Fortpflanzungszeit sind die Trupps etwas größer und können bis zu acht Individuen umfassen. Die Nahrung besteht vorwiegend aus Früchten, aber auch Spinnen und größere Insekten sowie kleine Eidechsen werden gefressen. Bis jetzt konnte nicht nachgewiesen werden, ob auch Vögel und Vogeleier in der Ernährung eine Rolle spielen.
Zur Fortpflanzungsbiologie des Gelbohrarassaris liegen bislang nur wenige Daten vor. Vermutlich umfasst das Gelege zwei bis vier Eier. Bruten wurden in Honduras für Juni und Jungvögel in Nicaragua im Monat August nachgewiesen.

## Belege

### Einzelbelege
1. ↑   Lantermann, S. 157
2. ↑   Short et al., S. 356
3. ↑   Short et al., S. 356
4. ↑   Lantermann, S. 158
5. ↑   Short et al., S. 357